# Паленсуела
Паленсуела (ісп. Palenzuela) — муніципалітет в Іспанії, у складі автономної спільноти Кастилія-і-Леон, у провінції Паленсія. Населення — 242 особи (2010).
Муніципалітет розташований на відстані близько 190 км на північ від Мадрида, 34 км на схід від Паленсії.

## Демографія
Динаміка населення (INE ):